# Yohei Ono
Yohei Ono (大野 耀平 Ono Yohei?), född 6 december 1994 i Tokyo prefektur, är en japansk fotbollsspelare.
Ono började sin karriär 2017 i Kyoto Sanga FC. Han spelade 34 ligamatcher för klubben. 2020 flyttade han till Kataller Toyama.